# الغرباب (بعدان)

تعديل مصدري - تعديل

الغرباب محلة تابعة لقرية حصن الحداد، التابعة لعزلة الحيث بمديرية بعدان إحدى مديريات محافظة إب في الجمهورية اليمنية، بلغ تعداد سكانها 39 حسب تعداد اليمن لعام 2004.